# Гоулд Бар
Гоулд Бар (на английски: Gold Bar) е град в окръг Снохоумиш, щата Вашингтон, САЩ. Гоулд Бар е с население от 2014 жители (към 2000 г.) и обща площ от 2,8 km². Намира се на 63 m надморска височина. ЗИП кодът му е 98251, а телефонният му код е 360.